# 난징 대학살 희생자 국가 추모일

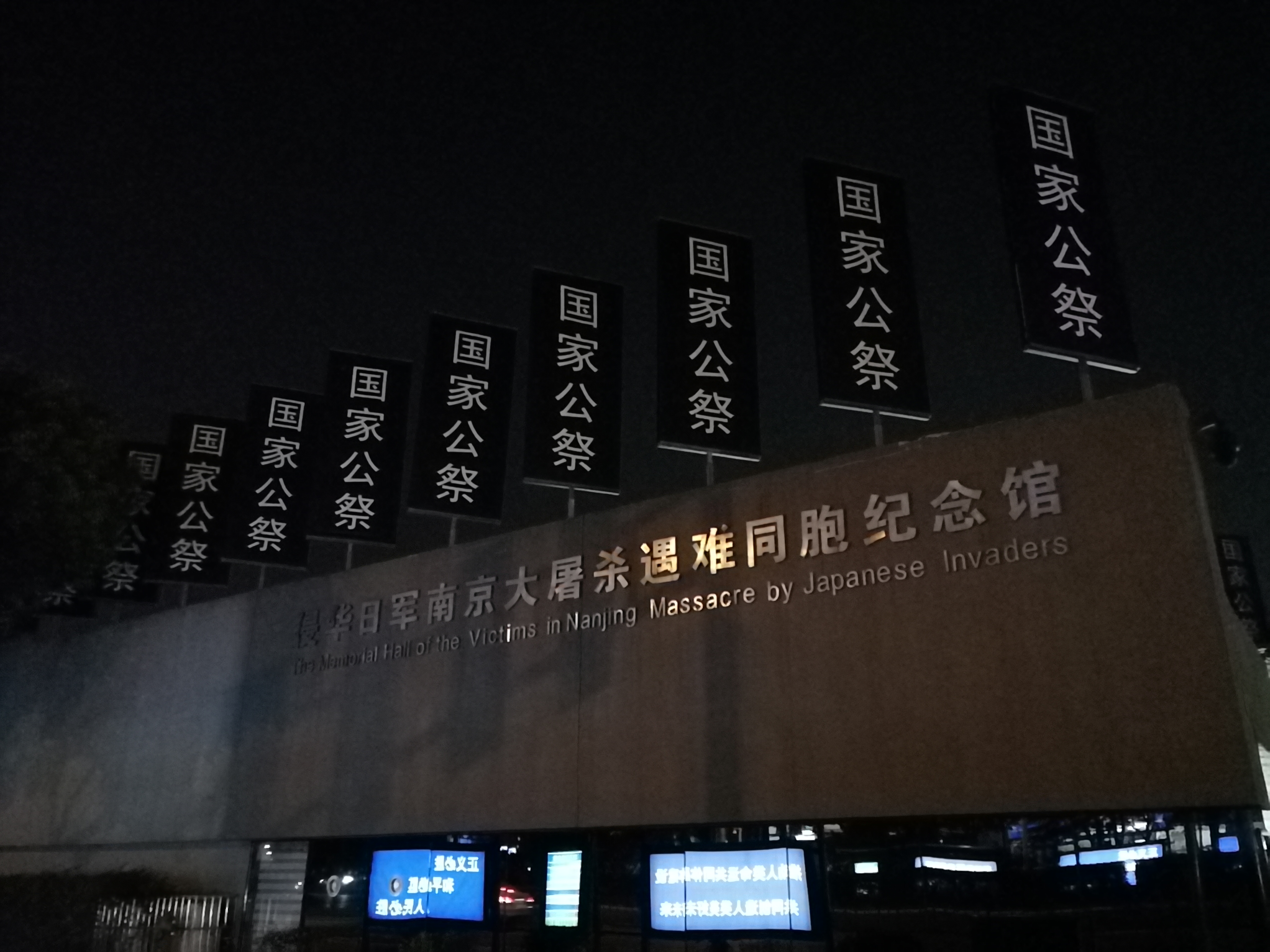
2017년 찍힌 난징 대학살 희생자 기념관

난징 대학살 희생자 국가 추모일(南京大屠杀死难者国家公祭日) 또는 난징 대학살 추모일은 중일 전쟁에서 희생된 중국인을 추모하기 위해 매년 12월 13일 중국에서 기념하는 국가기념일이다. 이 행사는 이 기간 동안 일본의 전쟁 범죄에 주목한다. 2014년 제12기 전국인민대표대회 상무위원회가 설립했다.
이 기념일의 이름은 난징 대학살의 이름을 따서 지어졌지만 그 수혜자는 난징 대학살의 희생자들에만 국한되지 않는다. 대신 난징대학살 피해자, 화학무기 피해자, 생물학전 피해자, 강제노동 피해자, 위안부 피해자, 삼국사기 피해자 등 중일전쟁 당시 목숨을 잃은 모든 이들을 추모하는 날이다. 이는 모든 정책과 무차별 폭격의 피해자들을 아우른다.

## 같이 보기
- 731부대
- 대일 전승 기념일